# Hari Kondabolu
Hari Kondabolu (em telugo; హరి కొండబోలు, 21 de outubro de 1982) é um comediante, apresentador de televisão, ator e cineasta estadunidense de origem indiana. Ele produziu e estrelou o documentário The Problem with Apu (2017).